# Kanton Pélussin
Pélussin is een voormalig kanton van het Franse departement Loire. Het kanton maakte deel uit van het arrondissement Saint-Étienne. Het werd opgeheven bij decreet van 26 februari 2014 met uitwerking in 2015.

## Gemeenten
Het kanton Pélussin omvatte de volgende gemeenten:
- Bessey
- La Chapelle-Villars
- Chavanay
- Chuyer
- Lupé
- Maclas
- Malleval
- Pélussin (hoofdplaats)
- Roisey
- Saint-Appolinard
- Saint-Michel-sur-Rhône
- Saint-Pierre-de-Bœuf
- Véranne
- Vérin